# Hilda Abrahamz
Hilda Astrid Abrahamz Navarro (Caracas, 14 novembre 1959) è un'attrice e modella venezuelana.
È famosa per aver interpretato ruoli in serie tv e telenovelas. Nel marzo del 2012 circa, ha posato per Playboy con enorme successo. È una sostenitrice dei diritti LGBT.

## Filmografia

### Cinema
- De mujer a mujer, regia di Mauricio Walerstein (1986)
- Azul y no tan rosa, regia di Miguel Ferrari (2012)

### Televisione
- Luz Marina - serie TV (1981)
- Kapricho S.A. - serie TV (1982)
- Leonela; 1ª parte - telenovela (1983)
- Cuori nella tempesta (Bienvenida Esperanza) - telenovela (1983)
- Leonela; 2ª parte (Miedo al amor) - telenovela (1984)
- La pasion de Teresa - serie TV (1987)
- Selva Maria - serie TV (1988)
- Marilena (Abigail) - telenovela (1988)
- Natacha - serie TV (1990)
- Il disprezzo (El desprecio) - serie TV (1991)
- Por estas calles - serie TV (1992)
- Principessa (Princesa) - telenovela (1992)
- Ka Ina - serie TV (1995)
- Todo por tu amor - serie TV (1997)
- Carita pintada - serie TV (1999)
- Angelica pecado - serie TV (2001)
- La niña de mis ojos - serie TV (2001)
- A calzón quitao - serie TV (2001)
- Dolce Valentina (Mi gorda bella) - telenovela (2002)
- Estrambótica Anastasia - serie TV (2004)
- Amor a Palos - serie TV (2005)
- Te tengo en salsa - serie TV (2006)
- Nadie me dirá como quererte - serie TV (2008)
- Mi ex me tiene ganas - serie TV (2012)